# Sonny Sandoval
Sonny Sandoval, pseudonimo di Paul Joshua Sandoval (San Diego, 16 maggio 1974), è un cantante e rapper statunitense, fondatore e cantante del gruppo musicale P.O.D..
Nel 2006 la rivista Hit Parader lo ha inserito nella sua lista dei 100 migliori cantanti metal di tutti i tempi alla posizione numero 63.

## Biografia
È nato a San Diego ed è di origini hawaiane, italiane e native messicane. Quando il cantante aveva diciotto anni, a sua madre fu diagnosticata la leucemia, e durante la malattia di lei, Sandoval fu fortemente ispirato dalla sua fede cristiana. In quel periodo iniziò la sua carriera musicale come rapper, e si unì agli Enoch, un gruppo formato anni prima da suo cugino Wuv Bernardo e gli amici Gabe Portillo e Marcos Curiel. In seguito all'arrivo di Sandoval, il gruppo cambiò nome in P.O.D., acronimo del conto corrente di beneficenza Payable On Death.

## Carriera

### P.O.D.
Con il suo gruppo, Sandoval ha ricevuto tre nomine ai Grammy Award, ha contribuito alla stesura di diverse colonne sonore e ha preso parte a tour internazionali. Secondo le stime dichiarate, i P.O.D. hanno venduto internazionalmente più di 12 milioni di dischi. Il gruppo aveva già pubblicato due album in studio negli anni novanta, venduti però solo nel mercato statunitense minore, ma fu il loro terzo lavoro The Fundamental Elements of Southtown a renderli celebri, sia in patria che all'estero; nel 2000 la RIAA premiò l'album con un disco di platino. La popolarità del gruppo fu consolidata dall'album successivo Satellite, pubblicato nel 2001, premiato con tre dischi di platino dalla RIAA.

### The Whosoevers
Dal 2008 Sandoval fa parte del progetto collaterale The Whosoevers, con Ryan Ries, Lacey Sturm dei Flyleaf e Brian Welch, chitarrista dei Korn.

### Altre attività
Sandoval è apparso nel disco omonimo dei Project 86, nella traccia Six Sirens, e nel 2004 ha collaborato con Anastacia nel suo disco omonimo, cantando nelle tracce Seasons Change e I Do.
Nel 2009 Sandoval è apparso nel nuovo album dei Tribal Seeds The Harvest, nella traccia Warning, e nell'anno successivo nel quarto album degli War of Ages Eternal, nella traccia Eternal, e in Rehab di Lecrae, nella traccia Children of the Light. Nel 2011 ha collaborato con Dominic Balli al singolo American Dream.

## Vita privata

### Famiglia
È sposato dal 1996 con Shannon Kelly, da cui ha avuto due figlie, Nevaeh e Marley, e il figlio Justice. Il nome Nevaeh, letto al contrario vuol dire "heaven", paradiso, e il padre ha chiarito il significato del nome in un'intervista ad MTV nel 2006.

### Apparizioni pubbliche
Nei primi anni di carriera Sandoval si presentava in pubblico coi dreadlocks, poi tagliati dopo la pubblicazione del disco When Angels & Serpents Dance.

## Influenze musicali
Sandoval e il suo gruppo citano come propri ispiratori Boogie Down Productions, Run DMC, U2, The Police, Bad Brains, Santana, Metallica, AC/DC, Suicidal Tendencies, Bob Marley, Primus, Earth, Wind & Fire, 24-7 Spyz, Steel Pulse, Living Colour e Rage Against the Machine.

## Discografia

### Con i P.O.D.
- Snuff the Punk (1994)
- Brown (1996)
- The Fundamental Elements of Southtown (1999)
- Satellite (2001)
- Payable on Death (2003)
- Testify (2006)
- When Angels & Serpents Dance (2008)
- Murdered Love (2012)[16]
- The Awakening (2015)
- Circles (2018)
- Veritas (2024)

### Come artista ospite
- Six Sirens, Project 86, Project 86 (1998)
- America, Santana (with P.O.D.), Shaman (2002)
- Seasons Change & I Do, Anastacia, Anastacia (2004)
- Warning, Tribal Seeds, The Harvest (2009)
- Eternal, War of Ages, Eternal (2010)
- Children of the Light, Lecrae, Rehab (2010)
- The Only Name, For Today, Immortal (2012)
- Something Better Flyleaf, EP, Who We Are (2013)
- Criminals, Islander on their album, Violence & Destruction (2014)
- Chasing the Horizon, Noize MC (2019)
- They Don't Like It, Fire from the Gods (2019)
- Magic Eyes, Nights Like Thieves (2020)
- All or Nothing, Ill Niño (2021)
- Nemesis, Manafest (2022)
- Lights, Camera, Action, Islander (2022)